# Maple Bay (Columbia Britannica)
Maple Bay è una comunità marittima situata nella Cowichan Valley nella parte meridionale dell'Isola di Vancouver, Columbia Britannica, Canada. Essendo una stretta insenatura circondata da spiagge lisce e di ciottoli, Maple Bay è sede di attività marine tutto l'anno.
Il rifugio riparato di Maple Bay si trova a metà percorso del canale Sansum Narrows, che separa l'Isola di Vancouver da Saltspring Island, la più grande e la più vicina delle Isole Gulf meridionali.
Maple Bay è serviata da compagnie di idrovolanti, la Salt Spring Air e la Harbour Air Seaplanes, che effettuano regolarmente voli di linea diverse volte al giorno da Maple Bay Marina a Ganges (Ganges Water Aerodrome) su Saltspring Island e poi su Vancouver (Vancouver International Water Airport/aeroporto internazionale di Vancouver e Vancouver Harbour Flight Centre).
Ci sono tre porti commerciali, un molo pubblico, così come il Maple Bay Yacht Club e il Maple Bay Rowing Club.
Maple Bay Marina sta sostituendo molti vecchi capannoni per imbarcazioni con nuovi rivestimenti per yacht resistenti al fuoco, creando uno dei porti più sicuri e rispettosi dell'ambiente in Columbia Britannica. Maple Bay Marina è stata anche riconosciuta con un indice ecologico di 4 ancore per le migliori pratiche ambientali dal Georgia Strait Alliance Clean Marine program.